# Аттенберг
«Аттенберг» (англ. Attenberg) — кинофильм 2010 года, снятый греческим режиссёром Афиной Рахель Цангари, которая также написала сценарий к фильму.
Фильм был премьерно показан 8 сентября 2010 года на 67-м Венецианском кинофестивале. Исполнительница главной роли Ариана Лабед за актёрскую работу в ленте удостоилась «Кубка Вольпи».

## Сюжет
По словам одного из главных героев, Греция является страной, которая перешла от выпаса овец в век IT технологий, не проходя индустриализации. В этом фильме Вы не увидите ту прекрасную Грецию, которую так часто изображают на открытках. Тут представлен постмодернизм в тех уродливых формах, что остались от перехода в 20-й век.
В маленьком промышленном городке на берегу моря вместе со своим отцом архитектором проживает 23-летняя Марина. Людей, окружающих её, она считает странными и отталкивающими, поэтому она отвергает все мысли о сексе и любви. Однажды девушка знакомится с незнакомцем. Заполнить пробелы в своём сексуальном образовании ей помогает подруга Белла, которая уже имеет большой опыт. Отношения двух подруг сложно назвать тёплыми, но они находят своё выражение в танцах во дворе.
Тем временем, её отец оказывается при смерти. Он начинает готовиться к смерти и посвящает дочь в свои планы. Разрываясь между двумя мужчинами и подругой, Марина продолжает свои исследования загадок человеческой природы.

## В ролях
- Ариана Лабед — Марина
- Ираклис Мавроидис — Спирос
- Эвангелия Ранду — Бэлла
- Йоргос Лантимос — Инженер

## Награды
- Кубок Вольпи за лучшую женскую роль Ариана Лабед